# Civitanova Marche
Civitanova Marche (bis 1864 einfach Civitanova) ist eine mittelitalienische Stadt und mit 41.965 Einwohnern (Stand 31. Dezember 2023) die bevölkerungsreichste Stadt der Provinz Macerata in der Region Marken. Die Einwohner nennen sich Civitanovesi.

## Geographie
Die Stadt liegt in Mittelitalien an der Küste der Adria. Am südlichen Stadtrand mündet der Fluss Chienti ins Meer. Ancona liegt etwa 50 km nördlich, die Provinzhauptstadt Macerata etwa 25 km westlich. Die Nachbargemeinden sind Montecosaro, Porto Sant’Elpidio (FM), Potenza Picena und Sant’Elpidio a Mare (FM).

## Geschichte
Unter Kaiser Augustus wurde Italien im Jahr 8 n. Chr. in 11 Regionen aufgeteilt. In der sogenannten 5. „Regio“, nördlich der Mündung des Flusses Cluentum, dem heutigen Chienti, lag Cluana, das heutige Civitanova. Schon zwischen dem 4. und dem 5. Jahrhundert hatte Civitanova eine sehr lebendige Handelsaktivität. Unter den Franken nahm die kleine Stadt den Feudalismus an.

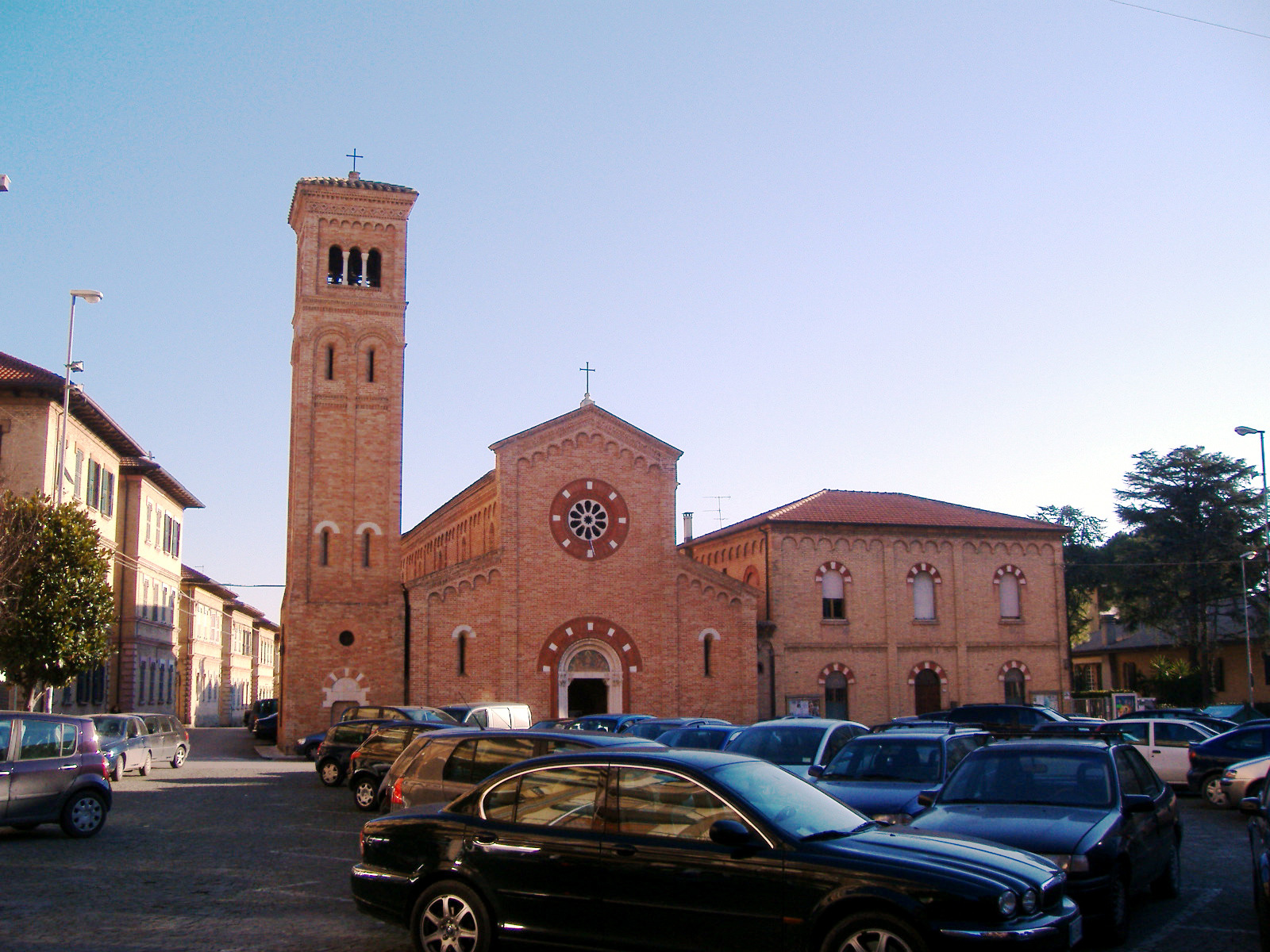
Civitanova, Kirche San Marone, 15. Jahrhundert

Im Laufe des 14. und 15. Jahrhunderts musste man sich vor vielen Gefahren schützen: vor Streitereien unter den mächtigsten und reichsten Familien und Gruppen, aber vor allem vor den Türken. Die Marken waren nämlich zum Schauplatz von Kämpfen zwischen der Kirche, der Familie Malatesta aus Rimini und anderen Familien (wie z. B. den Sforza aus Mailand) geworden. Deswegen wurde 1440 eine neue Mauer zum Schutz der Stadt errichtet. Unter Papst Pius II. wurde 1475 am Hafen eine Burg errichtet mit dem Ziel, sich für den Fall eines Angriffs von See her vorzubereiten.
Im 17. Jahrhundert verschönerte sich die Stadt mit einem neuen Platz und dem Bau der Kirche von Sankt Paul. Napoleon hinterließ auch viele Spuren seiner Herrschaft (Villa Eugenia). Die Franzosen wurden später von den Österreichern abgelöst, deren Macht andauerte bis zur Einigung Italiens im Jahr 1861.

## Bevölkerungsentwicklung
|  |

## Bildung
In Civitanova Marche gibt es außer zahlreichen Schulen (Liceo Linguistico, Liceo Scientifico usw.) auch eine Universität für Fremdsprachen: Mediazione Linguistica, die eine Zweigstelle der Universität Macerata ist. Hier studieren die Studenten drei Sprachen. Sie können aus folgenden Sprachen wählen: Arabisch, Chinesisch, Deutsch, Englisch, Französisch, Russisch und Spanisch. Der Studiengang dauert drei Jahre und kann mit einem anschließenden zweijährigen Aufbaustudiengang erweitert werden.

## Verkehr
Der Bahnhof Civitanova Marche-Montegranaro liegt an der Bahnstrecke Ancona–Lecce (Ferrovia Adriatica). An diesem Bahnhof zweigt auch die Bahnstrecke nach Fabriano ab.
Durch die Stadt führt die etwa 1000 Kilometer lange Strada Statale 16 Adriatica von Padua in Venetien nach Otranto in Apulien. Im Westen der Gemarkung verläuft die Autostrada A14 (Adriatica), die Bologna und Tarent verbindet und weitgehend parallel zur Staatsstraße 14 verläuft.

## Partnerstädte
Civitanova Marche ist verpartnert mit
- Esine in der Lombardei (Italien), (seit 1989)
- Šibenik in Kroatien, (seit 2002)
- San Martín in Argentinien, (seit 1990)
- Skawina in Polen, (seit 2005)

## Söhne und Töchter der Stadt
- Annibale Caro (1507–1566), Dichter
- Gilfredo Cattolica (1882–1962), Komponist und Musikpädagoge
- Sesto Bruscantini (1919–2003), Opernsänger
- Stelvio Massi (1929–2004), Kameramann und Filmregisseur
- Carla Fioravanti (1933–2019), Malerin
- Amedeo Gattafoni (* 1944), Radrennfahrer
- Gianmarco Tamberi (* 1992), Hochspringer
- Sofia Tornambene (* 2003), Popsängerin

### Im Ort lebten und wirkten
- Anton von Cavallar (um 1775–1831), altösterreichischer Diplomat und Hofbeamter

## Nachweise
1. ↑  Bilancio demografico e popolazione residente per sesso al 31 dicembre 2023. ISTAT. (Bevölkerungsstatistiken des Istituto Nazionale di Statistica, Stand 31. Dezember 2023).
2. ↑  Regio Decreto Nr. 1678 vom 4. Februar 1864. Abgerufen am 31. Mai 2021 (italienisch).
3. ↑  Website Civitanova Marche